# Fujitsu FM 77 AV
Fujitsu FM 77 AV (FM 77 AV) је био кућни рачунар фирме Фуџицу (Fujitsu) који је почео да се производи у Јапану од 1985. године.
Користио је два MBL 68B09E микропроцесора. RAM меморија рачунара је имала капацитет од 128 kb до 192 kb. 

## Детаљни подаци
Детаљнији подаци о рачунару FM 77 AV су дати у табели испод.
|                       |                                                                                      |
| [ 1 ]                 |                                                                                      |
| Произвођач            | Фуџицу                                                                               |
| Тип                   | кућни рачунар                                                                        |
| Меморија              | 128 (до 192 )                                                                        |
| Поријекло             | Јапан                                                                                |
| Година                | 1985                                                                                 |
| Тастатура             | инфра-црвена професионална тастатура са нумеричком тастатуром, 100 тастера, стандард |
| Процесор              | два                                                                                  |
| Фреквенција процесора | 2                                                                                    |
| RAM                   | 128 (до 192 )                                                                        |
| ROM                   | 72 (од тога 32 за Бејсик (F-BASIC))                                                  |
| Текст                 | 40 x 20, 40 x 25, 80 x 20, 80 x 25 (8 боја сваки мод)                                |
| Графика               | 640 x 200 (2 боје), 320 x 200 (4096 боја)                                            |
| Боја                  | 4096                                                                                 |
| Звук                  | 3 FM канала + 3 PSG канала                                                           |
| Димензије             | главна јединица: 363 (ширина) x 380 (дубина) x 101,5 (висина)                        |
| Портови               |                                                                                      |
| Оперативни систем     |                                                                                      |